# Oranjekring
L’Oranjeking (littéralement : le Cercle Orange) est un cercle d’étudiants flamands nationalistes de l’université de Gand qui dura de 1946 à 1997. 
Il s’inscrit dans un phénomène de radicalisation du mouvement nationaliste flamand dans la plupart des universités en Flandre. 

## Contexte

### Le mouvement flamand
Depuis l’indépendance de la Belgique, un combat existe entre les Wallons et les Flamands, dont le problème linguistique fut longtemps le cœur, bien que le conflit fut également social, politique, économique et idéologique. En effet, si, en 1830, les Wallons se trouvaient en infériorité démographique, le français s’est pourtant imposé comme seule langue officielle jusqu’en 1898. Aussi était-il employé par les classes dominantes wallonnes comme flamandes, et fut réservé le droit de vote censitaire à une élite francophone.
Néanmoins, quelques années après l'indépendance, un mouvement littéraire flamand, qui existait auparavant mais qui n'était pas reconnu, à cause de la situation politique, par ce public bourgeois et par l'attention des autorités officielle, remémore la grandeur et la gloire de la Flandre au Moyen Âge. Ce souvenir apporte une nouvelle fierté au peuple flamand. Par conséquent, de nombreux mouvements littéraires diffusent de plus en plus leurs idées d’identité flamande. 
Le mouvement flamand naît alors « d'un mouvement romantique, que l'on pouvait d'ailleurs constater un peu partout en Europe, associé à l'émergence des nationalités et ce, à partir du lien unissant langue, culture et nation »; ainsi fut-il d’abord plus littéraire que politique. C’est à la fin des années 1850 que l’idée d’identité flamande intervint dans la querelle linguistique, dans un climat de concessions refusées par le gouvernement. Le mouvement flamand prit alors une tournure plus active et agressive. 
À la suite de la Première Guerre mondiale et, surtout, de l'occupation allemande, durant laquelle le gouvernement provisoire allemand favorisa très clairement[réf. nécessaire] les flamands au détriment des wallons, une cassure entre les membres passivistes et activistes du mouvement se produit. Les passivistes refusaient toute collaboration avec les occupants tandis que les activistes y voyaient un moyen légal d'accéder aux objectifs qu'ils n'avaient jamais pu atteindre.

## Le KVHV
Le KVHV (Katholiek Vlaams Hoogstudentenverbond) est une union d’étudiants flamande, catholique et nationaliste. Il fut créé en 1902 à l’Université de Louvain par un groupe d’étudiants flamingants dirigés par le professeur G. Verriest, et existe toujours aujourd’hui dans plusieurs villes universitaires flamandes : Louvain, mais aussi Alost, Anvers, Gand, Bruxelles et Malines. 
Le cercle est fondé sur quatre piliers : le Catholique (Katholiek), le Flamand (Vlaams), l’Étudiant (Hoogstudent) et l’Union ou l’Alliance (Verbond). « Catholique » pour les valeurs véhiculées par le catholicisme (les membres du KVHV ne sont donc pas forcément pratiquants ni même croyants ; ils partagent plutôt des valeurs communes) ; « Flamand » pour la conscience de l’identité flamande et le désir de lutter pour l’indépendance de la Flandre ;  « Étudiant » pour le côté ludique et créatif de cette union composée uniquement d’étudiants de collèges et d’universités ;  et enfin « Union » pour le pluralisme et la diversité prônés par le KVHV.
Wim Jorissen
Né à Tongres le 28 avril 1922, Wim Jorissen était le cadet d’une famille d’agriculteurs. Après avoir suivi un enseignement moyen à Ferrières, il fit un régendat[Quoi ?] en langues germaniques à Gand en 1943, puis fut licencié en philologie germanique à l’Université de Gand en 1948, où il étudia également l’histoire de l’art et l’archéologie. Durant ses études à Gand, il fut membre du KVHV jusqu’à le déserter en 1946 pour fonder son propre cercle d’étudiants nationalistes flamands, l’Oranjekring. Il y revint cependant pour l’année académique 1947 – 1948 puisqu’il y fut promu président. Par la suite, Wim Jorissen contribua à la création du parti politique Volksunie, dont il fut sénateur durant 20 ans. Il mourut le 9 juin 1982 à Malines.

## L'Oranjekring
Durant l’année académique 1946 – 1947, la présidence du KVHV de Gand échut à Jan de Sagher, un étudiant non-nationaliste flamand. En réaction à cela, les membres les plus radicaux du KVHV, avec à leur tête les étudiants Wim Jorissen et Guido Pieters, décidèrent de le déserter et de fonder une autre association nationaliste flamande radicalisée : cette association, fondée en 1946 à l’Université de Gand, fut appelée l’Oranjekring, le Cercle Orange. 
Une réelle opposition fut marquée entre le KVHV, plus modéré, et l’Oranjekring durant toute l’année académique ; cependant, en 1947, Wim Jorissen fut appelé à présider le KVHV de Gand pour l’année académique 1947 – 1948. Ainsi se disloqua l’Oranjekring, dont les membres rejoignirent le KVHV rendu à nouveau radicaliste.

## Sources et références
1. ↑  L. Wills et T. Hermans, The Flemish movement: a documentary History. The Athlone Press, 1992
2. ↑  O. Crasson, Influence du rôle du mouvement flamand en Belgique de 1830-1970, Louvain-la-Neuve : UCL, 1993
3. ↑  Idem
4. ↑  M. De Vroede, De Vlaamse Beweging in 1855-1856 : bijdrage tot een meer verantwoorde kennis van haar evolutie[réf. incomplète]
5. ↑  M. De Vroede, Le mouvement flamand en Belgique, 1975
6. ↑  http://www.kvhv.be/?Page=2 , consulté le 11/12/2014
7. ↑  Wim Jorissen, L'Afrique du Sud : un bouc émissaire ? Un bilan positif, Vander, Bruxelles, 1982.
8. ↑  Bart DE Wever, Wim Jorissen, in Nieuwe encyclopedie van de Vlaamse Beweging, Tielt, 1998.
9. ↑  http://gent.kvhv.org/overkvhv , consulté le 11/12/2014
10. ↑  Koen Palinckx, Oranjekring, in Nieuwe encyclopedie van de Vlaamse Beweging, Tielt, 1998.